# Janick Belleau
Pour les articles homonymes, voir Belleau.
Janick Belleau est une poète et rédactrice québécoise féministe née le 28 juillet 1946 à Montréal.
Elle possède des baccalauréats en Lettres françaises et en Communication sociale de l'Université d’Ottawa. 
Elle travaille depuis 1975 comme rédactrice dans des journaux communautaires ou des revues alternatives.
Ses poèmes, ses nouvelles et ses articles de fond ont paru dans plusieurs revues littéraires telles que Les cahiers de la femme, Arcade, Mœbius, Prairie Fire, Gong, Ellipse, Haiku Canada Review, casse-pieds, Revue du tanka francophone, Gusts Contemporary Tanka, Red Light tanka, Ribbons - tanka, The Tanka Journal.

## Honneurs
L’une des lauréatEs du 1er Festival international du livre mangeable des Éditions Adage – un poème de son livre Humeur… Sensibility... Alma...haïku et tanka a inspiré une pâtissière-chocolatière de l’Institut du Tourisme et de l’Hôtellerie du Québec, Montréal, 2006
Prix « Nuage » lors du 2e Concours international de haïku Marco Polo, France, 2006
Deuxième prix, section internationale, lors du 10e Concours de haïku, Mainichi Shimbun, Japon, 2006
Mention honorable, section internationale, lors du 11e Concours de haïku, Mainichi Shimbun, Japon, 2007
Mention honorable, section internationale, lors du 12e Concours de haïku, Mainichi Shimbun, Japon, 2008
Prix  « Haïku Kat nomade  », 5e Concours international de haïku Marco Polo, France, 2009
Prix littéraire Canada-Japon pour son recueil de tanka D'âmes et d'ailes/of souls and wings, 2010

## Œuvres
- Le Manitoba des femmes répond - Questionnaire Gabrielle-Roy, CEFCO, Manitoba 1985 portrait socioculturel de 133 Francomanitobaines,  (ISBN 0-919841-07-4)
- Chevauchée d'une Valkyrie in L’Ouest en nouvelles, Éditions des Plaines, Manitoba 1986,  (ISBN 0-920944-64-7)
- Alice, Gertrude & Friends texte théâtre in Guide To Gracious Lesbian Living, Lilith, Manitoba 1988,  (ISBN 0-920681-05-0). Contenu saphique.
- L'en dehors du désir, Éditions du Blé, Manitoba 1988, poèmes courts,  (ISBN 0-920640-66-4). Contenu saphique.
- Feuilles de thé et champagne in La moisson littéraire, Publications Proteau, Montréal 1993 collectif de nouvelles sous la direction de J. G. Ruelland,  (ISBN 2921552-39-6)
- Humeur / Sensibility / Alma - haïku & tanka, Carte blanche, Montréal 2003 en trois langues,  (ISBN 2-89590-027-2). Contenu saphique.
- Éditions Arcade, numéro 64, dossier La poésie au féminin - Haiku, Le Japon ancien à l'époque de Bashô et après, Montréal, hiver 2005
- L'érotique poème court / haïku[2], codirection avec Micheline Beaudry, Éditions Biliki, Bruxelles 2006, 182 poèmes inédits de 77 poètes francophones,  (ISBN 2-930438-16-9). Finaliste du Prix Gros sel du public, Belgique.
- Ellipse, Responsable invitée du numéro 77 sur le thème L'écriture au féminin, Haïkus et poèmes courts, Présentation et Haïku : français et English Fredericton, été 2006
- Calendrier lunaire de XII 2006 à XII 2007, RLQ/QLN, Montréal 2007, 13 haïku. Contenu saphique.
- Regards de femmes - haïkus francophones[3], direction, Éditions Adage à Montréal et Association française de haïku, Lyon, 2008, 283 poèmes inédits de 86 femmes poètes francophones,  (ISBN 978-2-9522178-2-8). Précédé d'un historique Francophone et féminin, le haïku
- D’âmes et d’ailes/of souls and wings recueil complet de tanka (91) en français et aussi en anglais : suite en sept mouvements abordant des thèmes chers au tanka : l’amour, la famille, l’amitié, les voyages, le vieillissement, la solitude, l’au-delà. Précédé d’un historique du tanka féminin depuis le IXe siècle et rédigé en nouvelle orthographe. Éditions du tanka francophone, Mascouche, Québec, 2010.  (ISBN 978-2-9810770-5-9).